# Mossmark of Oldmill

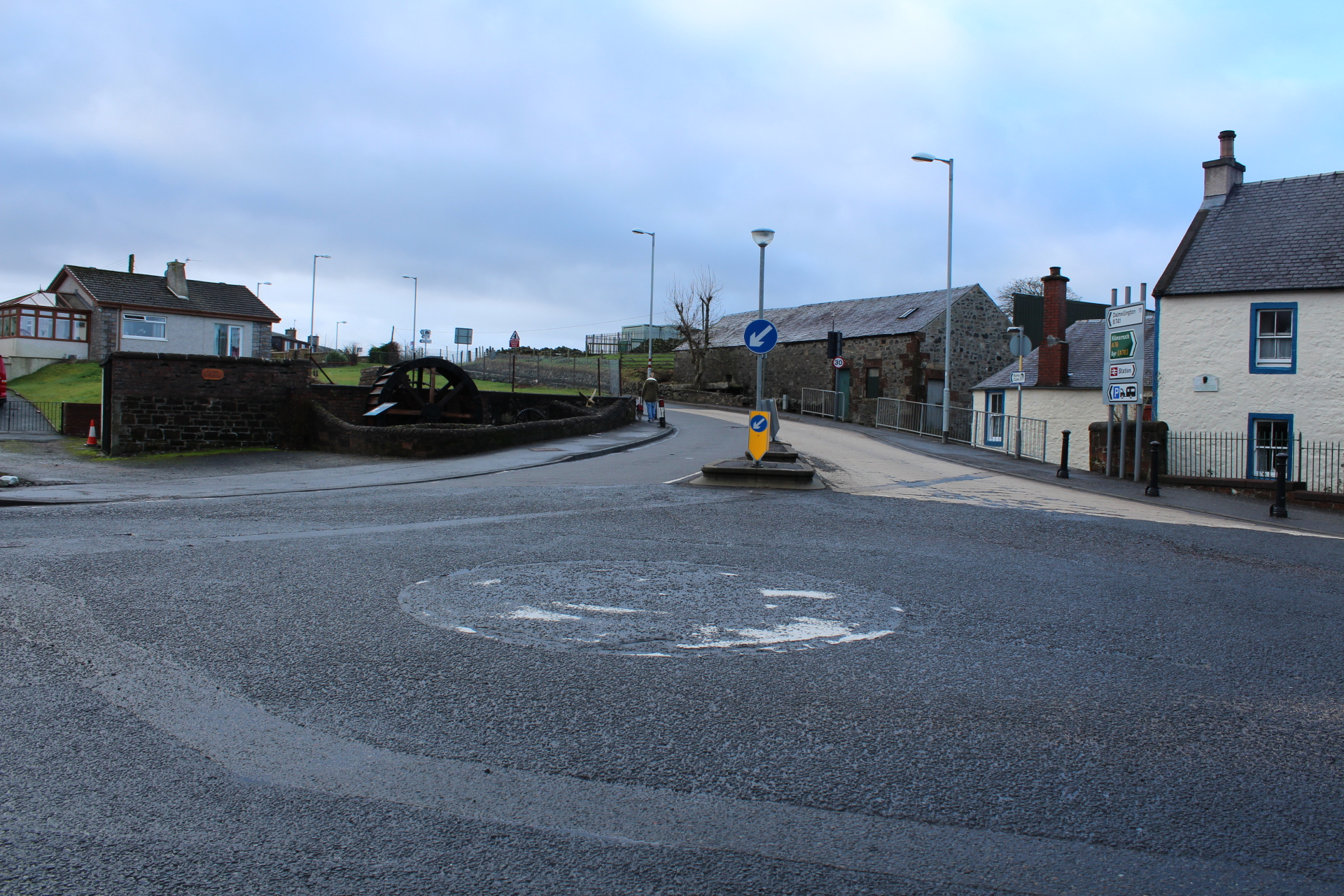
Am rechten Bildrand ist ein Teil von Mossmark of Oldmill zu erkennen

Mossmark of Oldmill ist ein landwirtschaftliches Gebäude in der schottischen Ortschaft New Cumnock in der Council Area East Ayrshire. 1979 wurde das Bauwerk in die schottischen Denkmallisten in der Denkmalkategorie C aufgenommen. Zwei Mühlsteine, die sich ehemals in dem Gebäude befanden, sind heute am örtlich Crown Hotel aufgestellt.

## Beschreibung
Der Bauernhof liegt an der Hauptstraße von New Cumnock (A76) am Abknick nach Osten und der Einmündung der B741. Das Afton Water verläuft etwa 150 m östlich. Das Gehöft besteht aus verschiedenen Gebäudeteilen, welche einen Innenhof beinahe vollständig umschließen. Das zweistöckige Wohngebäude weist nach Osten zur Straße hin. Die Fassaden sind im traditionellen Stil mit Harl verputzt. Farblich abgesetzte Faschen fassen die Sprossenfenster ein. Das Gebäude schließt mit einem schiefergedeckten Satteldach. Links schließt sich ein einstöckiges Nebengebäude an, das über eine abgerundete Gebäudekante zur Rückseite führt und eine Flankierung des Innenhofes bildet. Die Gebäude dort sind entweder ein- oder zweistöckig.